# 信義區 (基隆市)
信義區位於臺灣基隆市東部，為基隆市議會與臺灣基隆地方法院所在地。北鄰中正區，東與南邊為新北市瑞芳區，西南端一小段與暖暖區相鄰，西接仁愛區。境內有多所學校坐落，是基隆市重要的文教區。

## 歷史
清治末期，設基隆堡，劃分田藔港庄、大水窟庄、深澳坑庄。1901年11月，隸屬於基隆廳，編入第一區。1905年7月，第一區、第二區合併為基隆區。1920年，隸屬於台北州基隆郡基隆街，餘三庄仍舊。1924年10月，改制為州轄市隸屬於台北州。1931年10月1日，實施「町名改正」，街及田寮港庄改定為壽町、幸町、東町、綠町、田寮町；大水窟、深澳坑，各町設區會，第二次世界大戰發生以渡，各町區會合併為第四、五、十六區會。1945年，原區會取消，改稱為第二區。1945年1月，改制省轄市隸屬於臺灣省，第二區改稱信義區，初劃12里，2020年止，共有20里。

## 地理

### 河流
- 田寮河
- 深澳坑溪（"深澳坑溪"發源於基隆市月眉山"天外天環保公園"附近後流經"深澳坑派出所"後面、接著流經深澳國小前面、於瑞芳車站附近的"台鐵深澳線"和"宜蘭縣鐵路"交點分叉處注入基隆河，和魚坑溪正對向一北一南注入基隆河）

### 人口
根據基隆市政府民政處統計，2024年底信義區戶數約2.4萬戶，人口約5.3萬人，區內人口最多與最少的里分別是孝忠里與智慧里，2024年底兩里人口分別為9,326人與772人，其中孝忠里也是基隆市人口最多的里；人口密度最高與最低的里亦同，分別為每平方公里18,467人與4,563人。

## 政治

### 區政組織
信義區公所是基隆市政府在信義區的派出機關，在中華民國政府架構中為市政府綜理區政的執行機關，上級業務監督機關為基隆市政府。区长由市長任命，其任期為無任期保障。在區長及秘書之下，設有4課1室等5個內部單位及1名人事管理員。信義區為基隆市第二選區，在基隆市議會31席市議員中，信義區共選出4席區域市議員（不包括平地原住民議員）。

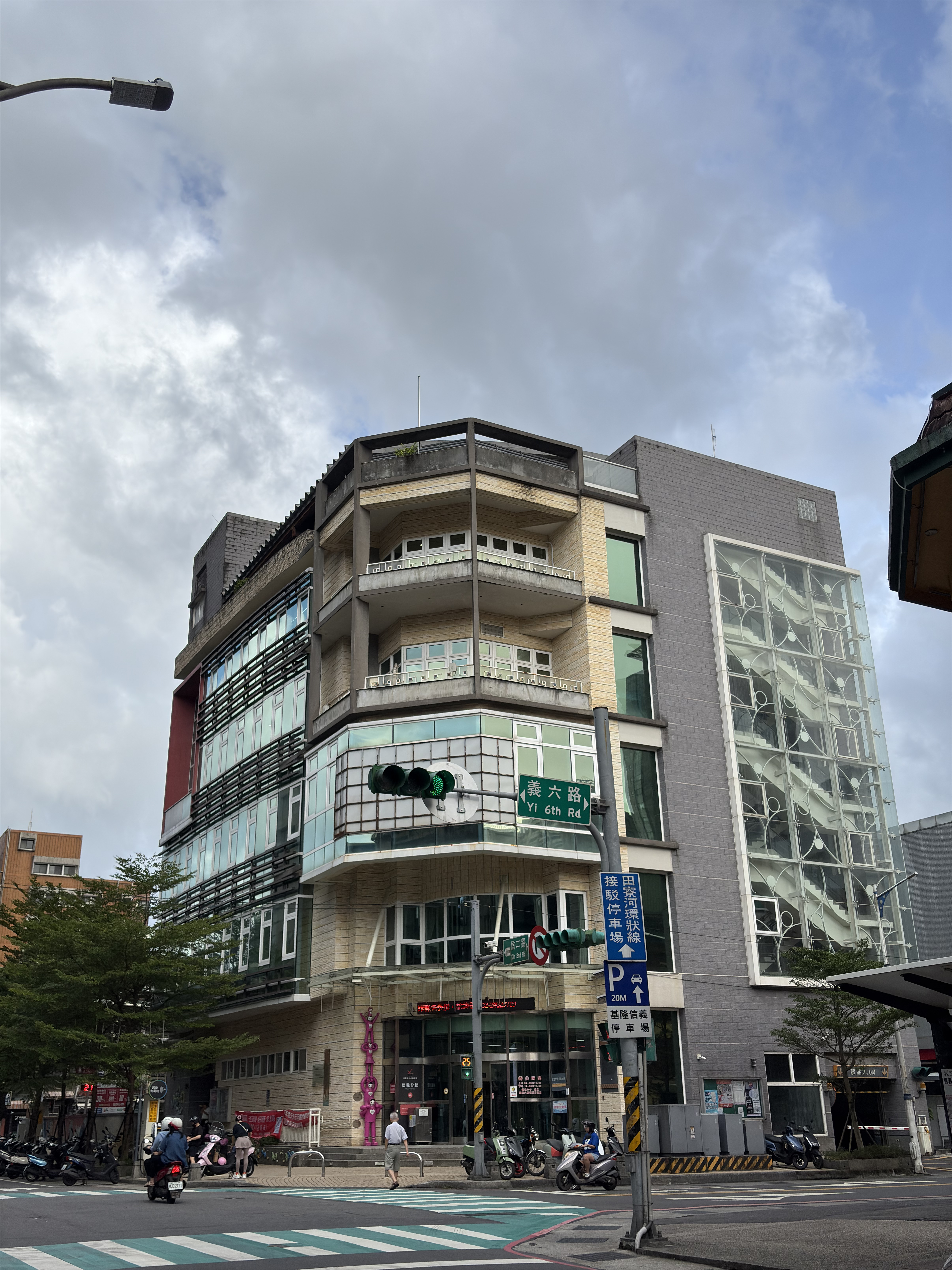
基隆市信義區公所

### 行政區劃
信義區的行政區劃轄有仁壽里、仁義里、義昭里、義幸里、義民里、義和里、智慧里、智誠里、禮儀里、禮東里、信綠里、東信里、東光里、東明里、東安里、孝賢里、孝德里、孝深里、孝岡里、孝忠里等20個里，共計420鄰。

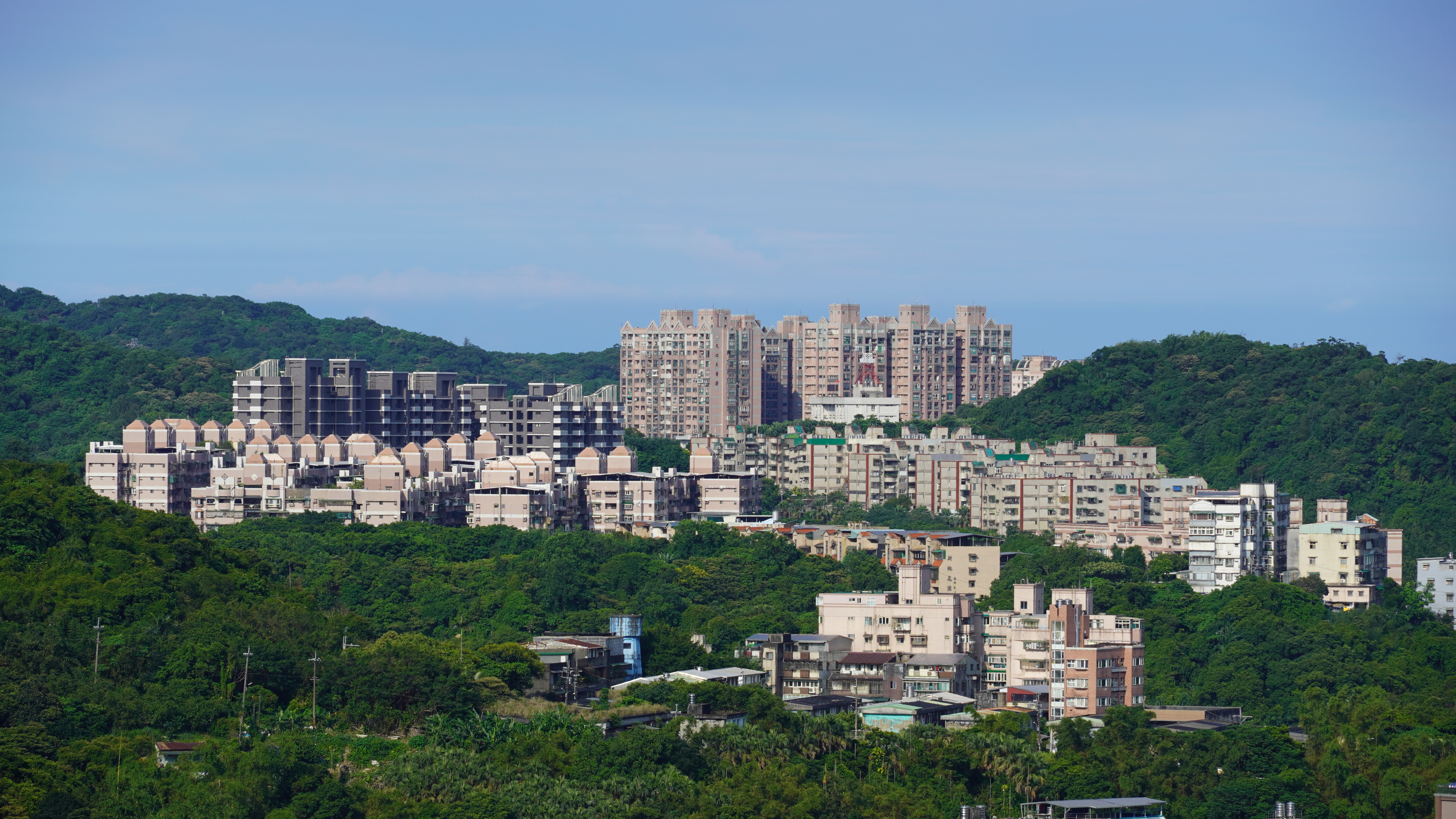
由基隆市區往東光山望去

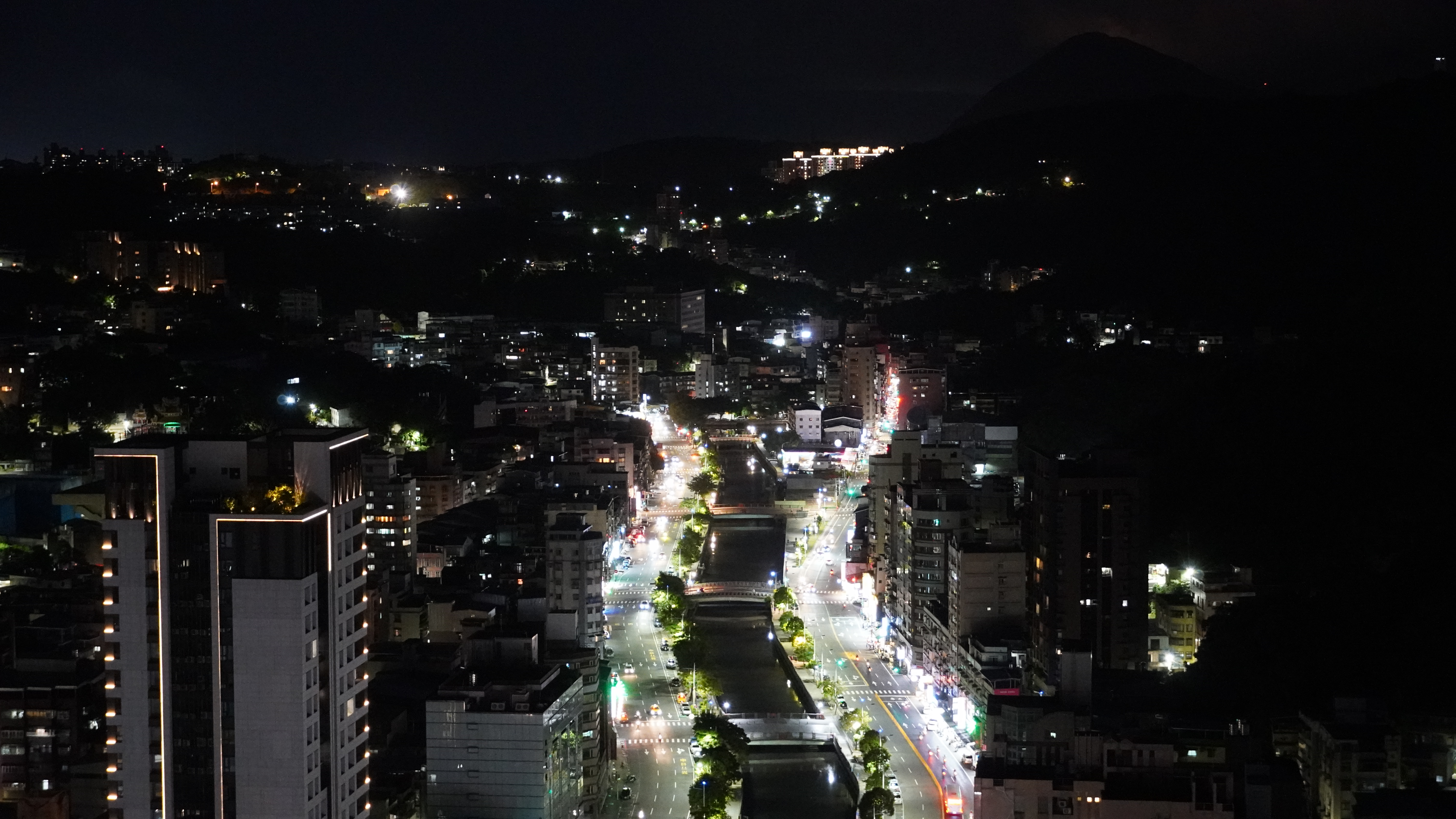
夜晚的基隆市信義區

### 警政治安
- 基隆市警察局
- 基隆市警察局第二分局
  - 深澳坑派出所
  - 東光派出所
  - 信義派出所
  - 正濱派出所(中正區)
  - 和一路派出所(中正區)
  - 安瀾橋派出所(中正區)
  - 信六路派出所(中正區)
  - 八斗子分駐所(中正區)

### 監獄
- 基隆監獄
- 基隆看守所

## 教育

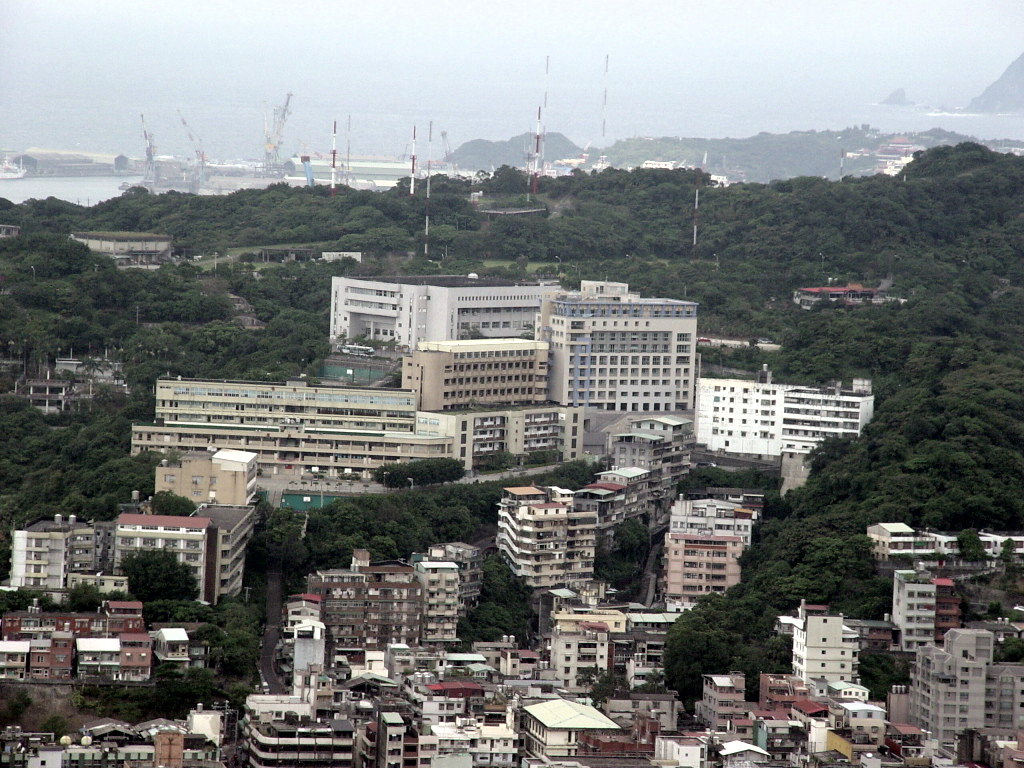
崇右影藝科技大學

### 大專院校
- 崇右影藝科技大學

### 高級職業學校
- 基隆市私立光隆高級家事商業職業學校
- 基隆市私立培德高級工業家事職業學校

### 高級中學
- 國立基隆女子高級中學

### 國民中學
- 基隆市立信義國民中學
- 基隆市立成功國民中學

### 國民小學
- 基隆市信義區中興國民小學
- 基隆市信義區東光國民小學
- 基隆市信義區深美國民小學
- 基隆市信義區月眉國民小學
- 基隆市信義區東信國民小學
- 基隆市信義區深澳國民小學

### 圖書館
- 基隆市公共圖書館信義分館
- 周氏圖書館
- 基隆市文化局臨時圖書館（客家文化會館）

## 社福
- 主恩兒童之家

## 交通

### 公路
- 台62線
  - 16 瑞芳瑞芳交流道
- 台62甲線
  - 3 孝東孝東交流道
- 縣道102號：基瑞公路

## 旅遊

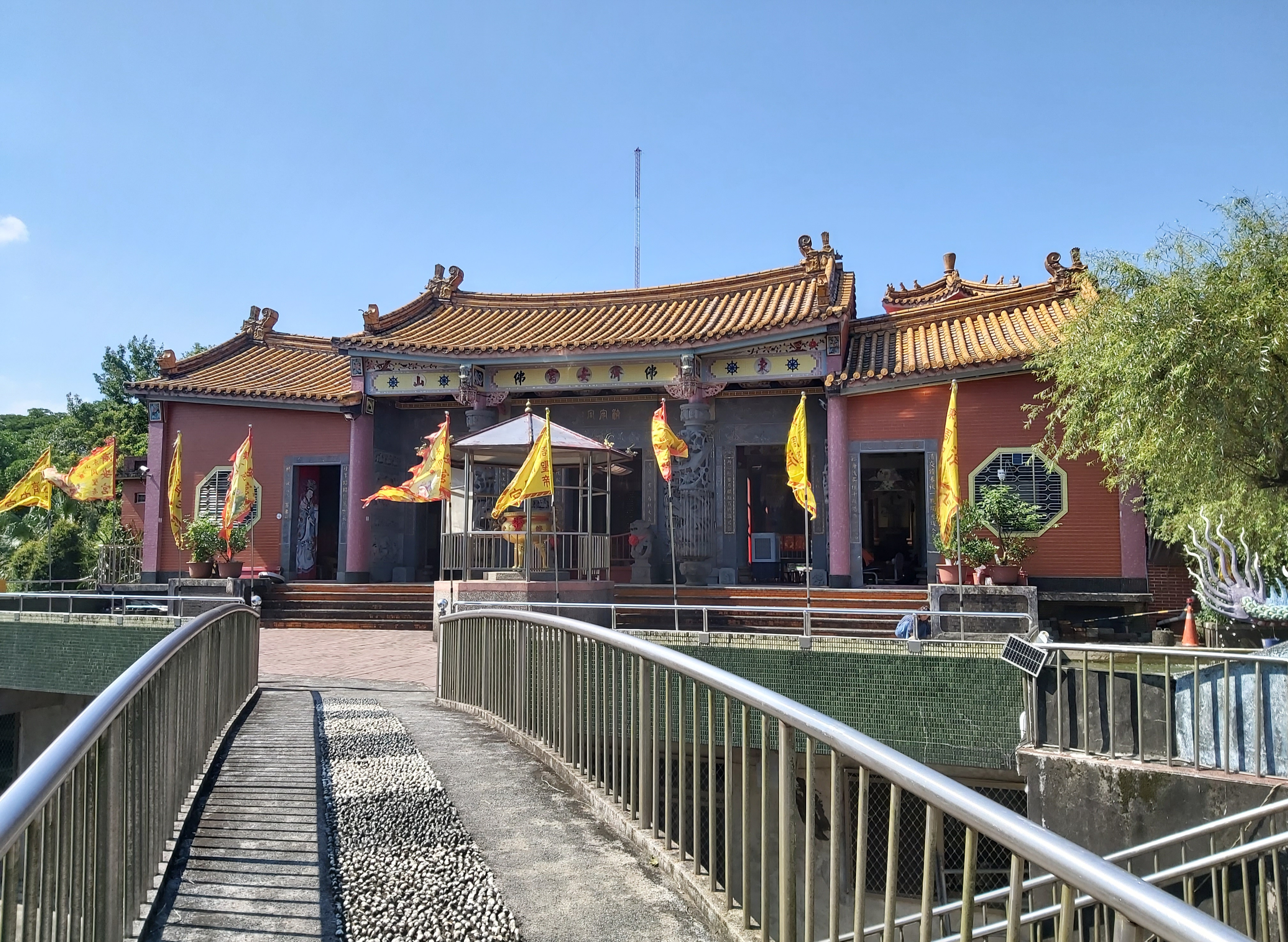
基隆濟安宮，為主殿祀奉關聖帝君、後殿祀奉何仙姑的在地廟宇。

- 中正公園
- 基隆濟安宮
- 役政公園
- 槓子寮砲臺
- 擁恆文創園區
- 靈泉禪寺

## 體育場館

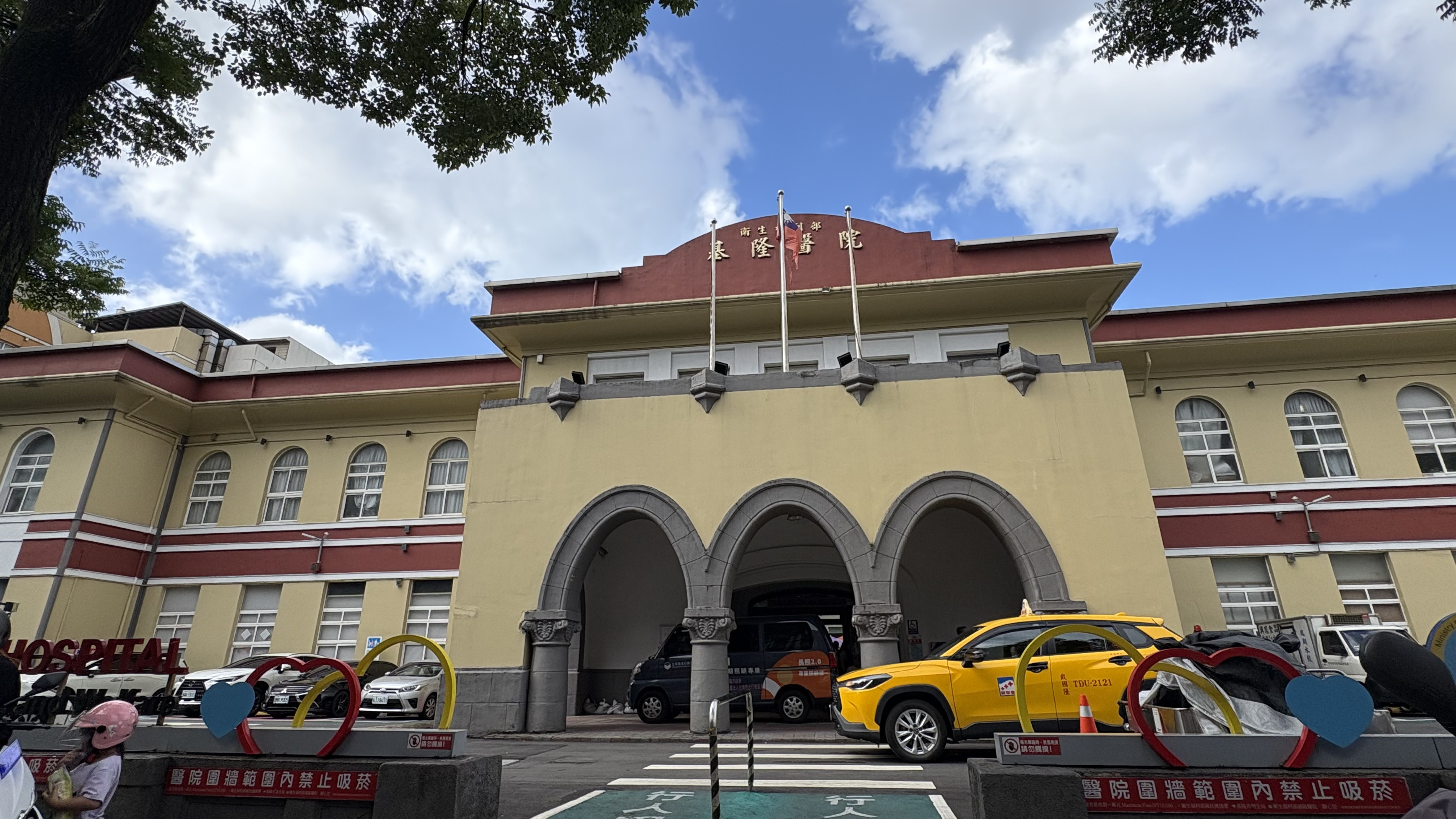
衛生福利部基隆醫院

- 基隆市立田徑場
- 基隆市立游泳池
- 基隆市立體育館
- 基隆市市民體育活動中心網球場

## 醫療機構
- 基隆市立醫院本院
- 衛生福利部基隆醫院

## 外部連結
- 基隆市信義區公所 （页面存档备份，存于）（繁體中文）